# Ребольский район
Ребольский район — административно-территориальная единица в составе Карельской АССР и Карело-Финской ССР, существовавшая в 1927—1931 и 1935—1948 годах. Центром района было село Реболы.
Ребольский район был образован в 1927 году в составе Карельской АССР. В состав района из упразднённого Паданского уезда вошла Ребольская волость за исключением деревни Пиенинги-озеро.
В 1930 году из Сегозерского района в Ребольский была передана деревня Пеннинга. Из Ребольского района в
Ругозерский была передана деревня Муезеро. Район стал включать 4 с/с: Емельяновский, Лендерский, Ребольский, и Туливарский.
В 1931 году Ребольский район был упразднён, а его территория объединена с Ругозерским районом в новый Средне-Карельский район.
В 1935 году Ребольский район был восстановлен путём выделения из Ругозерского района. В его состав вошли 5 с/с: Емельяновский, Кимоварский, Лендерский, Ребольский и Туливарский.
По данным переписи 1939 года в Ребольском районе проживало 2405 чел., в том числе 64,6 % — карелы, 29,7 % — русские, 2,4 % — украинцы, 1,7 % — вепсы.
11 мая 1948 года Ребольский район был упразднён, а его территория снова передана в Ругозерский район.